# يو إف سي 21
يو إف سي 21: عودة الأبطال (بالإنجليزية: UFC 21: Return of the Champions)‏ هو حدث لفنون القتال المختلطة نظمته يو إف سي، أُقيم في 16 يوليو 1999، على أليانت إنيرجي باور هاوس في سيدار رابيدز، آيوا، الولايات المتحدة.